# Seznam významných dnů Československa v letech 1948–1989
Tento přehled zahrnuje dny oficiálně označované jako významné v Československu v letech 1948–1989. (Neplatí to obecně, například svátky spojené se Stalinem nebyly již připomínány po tzv. odhalení kultu osobnosti.)

## Leden
- 10. ledna: Gustáv Husák (* 1913)
- 15. ledna: Den československého dělostřelectva a raketového vojska (výročí bitvy u Jasla v roce 1945, viz 1. československý armádní sbor)
- 21. ledna: Den výročí úmrtí V. I. Lenina († 1924)
- 23. ledna: Výročí založení RVHP (1949)

## Únor
- 2. února: Den vítězství sovětských vojsk u Stalingradu (1943)
- 23. února: Den Sovětské armády a sovětských námořních sil
- 25. února: Den vítězství československého pracujícího lidu (viz Únor 1948)

## Březen
- 1. března: Zahájení Měsíce knihy
- 5. března: Den úmrtí J. V. Stalina († 1953)
- 8. března: Mezinárodní den žen
- 14. března: Den úmrtí Klementa Gottwalda († 1953)
- 28. března: Den učitelů, Jan Amos Komenský (* 1592)

## Duben
- Duben – měsíc dopravní bezpečnosti
- 4. dubna: Státní svátek Maďarské lidové republiky (osvobození Rudou armádou, viz např. Maďarský stát)
- 5. dubna: Den vyhlášení Košického vládního programu (1945)
- 11. dubna: Den mezinárodní solidarity osvobozených politických vězňů a bojovníků proti fašismu (výročí osvobození koncentračního tábora v Buchenwaldu v roce 1945)
- 12. dubna: První let člověka do vesmíru (J. A. Gagarin – 1961)
- 17. dubna: Den Sboru národní bezpečnosti (rozhodnutí košické vlády o vzniku SNB v roce 1945)
- 22. dubna: Den narození V. I. Lenina (* 1870)

## Květen
- 1. května: Svátek práce
- 5. května: Den povstání pražského lidu (1945); Karl Marx (* 1818)
- 6. května: Podpis nové smlouvy o přátelství, spolupráci a vzájemné pomoci mezi ČSSR a SSSR (1970, viz Československo-sovětská smlouva)
- 7. května: Den Sovětského rozhlasu
- 9. května: Den osvobození ČSSR Sovětskou armádou (1945), Státní svátek Československé socialistické republiky
- 14.-16. května: Založení Komunistické strany Československa (1921)

## Červen
- 1. června: Mezinárodní den dětí
- 10. června: Den vyhlazení Lidic (1942)
- 24. června: Den vyhlazení Ležáků (1942)

## Červenec
- 1. červencová sobota: Mezinárodní družstevní den
- 5. července: Slovanští věrozvěstové Cyril a Metoděj (863) – památný den ČSSR
- 6. července: Upálení mistra Jana Husa († 1415) – památný den ČSSR
- 11. července: Státní svátek Mongolské lidové republiky, Den pohraniční stráže
- 14. července: Den stavbařů
- 22. července: Státní svátek Polské lidové republiky (viz Narodowe Święto Odrodzenia Polski)
- 26. července: Státní svátek Kubánské republiky (viz Hnutí 26. července)

## Srpen
- 15. srpna: Státní svátek KLDR (výročí osvobození)
- 23. srpna: Státní svátek Rumunské socialistické republiky (Státní převrat krále Michala I. Rumunského v roce 1944)
- 29. srpna: Den výročí Slovenského národního povstání (1944) – významný den ČSSR

## Září
- 2. září: Státní svátek Vietnamské socialistické republiky
- 8. září: Den zavraždění národního hrdiny Julia Fučíka († 1943)
- 9. září:
  - Den horníků (poprvé slaven 9. září 1949, údajně k 700. výročí vydání jihlavského horního práva), později slaven jako Den horníků a energetiků
  - Státní svátek Bulharské lidové republiky
  - Státní svátek Korejské lidově demokratické republiky (založení KLDR, 1948)
- 17. září: Den československého letectva (17. září 1944 se na Slovensko na pomoc povstání přesunul 1. československý stíhací pluk)
- 21. září: Den tisku, rozhlasu a televize (21. září 1920 vyšlo první regulérní denní vydání Rudého práva)
- 27. září: Den československých železničářů (27. září 1825 vyjel na trať Stockton–Darlington první vlak pro veřejnou dopravu osob, viz George Stephenson)
- 30. září: Den výročí Mnichovské zrady (1938)

## Říjen
- 1. října: Státní svátek Čínské lidové republiky
- 6. října: Den československé lidové armády (den překročení československých hranic 1. Čs. armádním sborem pod vedením Ludvíka Svobody v roce 1944)
- 7. října: Státní svátek Německé demokratické republiky
- 11. října: Jan Žižka († 1424) (vzor boje KSČ proti církvi)
- 14. října: Generální stávka vedená Socialistickou radou (1918, viz Soubor:Stávka 14.10.1918.jpg)
- 26. října: Den pracovníků kultury
- 28. října: 
  - Den znárodnění (1945)
  - Den vyhlášení samostatného státu Čechů a Slováků – ČSR (1918)
  - Schválení zákona o československé federaci (1968)
- 30. října: Den vyhlášení Martinské deklarace (1918)

## Listopad
- 7. listopadu: Den výročí Velké říjnové socialistické revoluce (1917) – významný den ČSSR, státní svátek SSSR; Zahájení měsíce československo-sovětského přátelství
- 10. listopadu: Den úmrtí národního hrdiny Jana Švermy († 1944); Mezinárodní den mládeže
- 17. listopadu: Mezinárodní den studentstva
- 23. listopadu: Den narození K. Gottwalda (* 1896)
- 25. listopadu: Ludvík Svoboda (* 1895)
- 28. listopadu: Bedřich Engels (* 1820)
- 29. listopadu: 
  - Státní svátek Albánské lidové republiky
  - Státní svátek Federativní socialistické republiky Jugoslávie

## Prosinec
- 5. prosince: Den vyhlášení stalinské ústavy v SSSR (1936)
- 12. prosince: Výročí uzavření smlouvy o přátelství, vzájemné pomoci a poválečné spolupráci mezi Československem a SSSR (1943, Československo-sovětská smlouva), konec měsíce československo-sovětského přátelství
- 19. prosince: Antonín Zápotocký (* 1884)
- 21. prosince: Den narození J. V. Stalina (* 1879)